# ピノシルビンシンターゼ
ピノシルビンシンターゼ(Pinosylvin synthase、EC 2.3.1.146)は、以下の化学反応を触媒する酵素である。
3 マロニルCoA + シンナモイルCoA {\displaystyle \rightleftharpoons } 4 CoA + ピノシルビン + 4 CO2
基質はマロニルCoAとシンナモイルCoAの2つ、生成物は補酵素Aとピノシルビンと二酸化炭素の3つである。
この酵素は転移酵素、特にアミノアシル基以外を転移するアセチルトランスフェラーゼに分類される。系統名は、マロニルCoA:シンナモイルCoAマロニルトランスフェラーゼ（環化）(malonyl-CoA:cinnamoyl-CoA malonyltransferase (cyclizing))である。スチルベンシンターゼ(stilbene synthase)等とも呼ばれる。この酵素は、フェニルプロパノイドの生合成に関与している。